# Hipoepa brunneistriga
Hipoepa brunneistriga är en fjärilsart som beskrevs av Bethune-Baker 1908. Hipoepa brunneistriga ingår i släktet Hipoepa och familjen nattflyn. Inga underarter finns listade i Catalogue of Life.